# A Viúva Negra (romance)
A Viúva Negra (The Black Widow, em inglês, no original) é um romance policial e de espionagem de Daniel Silva em que intervém o agente israelita Gabriel Allon que foi publicado pela primeira vez em inglês em 2016. Existe uma edição em português de 2017.
A Viúva Negra é um thriller de chocante presciência, pois, segundo refere o Autor na Introdução, o livro começou a ser escrito antes da vaga de atentados terroristas levados a cabo em novembro de 2015 em Paris e em  Bruxelas em março de 2016 e que causaram a morte a mais de 160 pessoas. As semelhanças entre os ataques reais e os ficcionais, incluindo as ligações ao bairro de Molenbeek, em Bruxelas, são, também segundo o Autor, inteiramente coincidentes, o qual expressa que teria desejado que o terrorismo assassino do início do milénio do ISIS/EIIL tivesse ocorrido apenas nas páginas do livro.:XI
O livro é também como uma viagem até ao contemporâneo coração das trevas que constituiu o Califado do Estado Islâmico.:Contracapa

## Resumo
O agente secreto israelita e restaurador de arte Gabriel Allon, após muitos anos de operações no terreno, foi nomeado para dirigir os serviços secretos do seu país, mas antes ocorre um acontecimento grave, a explosão de uma enorme bomba em Paris reivindicada pelo Estado Islâmico, e os serviços secretos franceses forçam a ajuda de Allon para encontrar e neutralizar o responsável do atentado antes que volte a atacar de novo.:Contracapa
O terrorista que terá congeminado o atentado tem uma ambição tão desmedida quanto o nome de guerra que adoptou, Saladino, sendo tão esquivo que nem a sua nacionalidade é conhecida. Através de um sofisticado software de encriptação e de agentes recrutados em países europeus onde existem grandes comunidades de islamistas, a sua rede comunica em total segredo, tendo os serviços de informações dificuldade em conhecer os seus planos.:Contracapa
A opção de Allon foi infiltrar uma agente no mais perigoso grupo terrorista que o mundo já conheceu. Numa arriscada missão, esta irá dos subúrbios de Paris à ilha de Santorini e ao ambiente brutal do novo califado do Estado Islâmico e, finalmente, até Washington D.C., onde o EIIL planeia uma acção apocalíptica de terror.:Contracapa 

## Temas
Um dos temas subjacentes ao desenrolar de A Viúva Negra é o recrudescimento da violência em França contra os judeus e o seu auge desde o Holocausto. Essa violência anti-semita manifesta-se através de sinagogas incendiadas, lápides tombadas, lojas saqueadas, casas vandalizadas e marcadas com graffiti ameaçadores. No conjunto, estão documentados mais de quatro mil deste tipo de ataques só em 2016.:4
O livro recorda também os tempos negros do domínio nazi na França, e o episódio que ficou conhecido como a Jeudi Noire (ou Quinta Feira Negra), ou também a Rafle du Vélodrome d'Hiver, quando na manhã de 16 de julho de 1942 a polícia francesa, em colaboração com os nazis, carregando pilhas de cartões de deportação azuis, prenderam cerca de 13.000 de judeus nascidos no exterior para os entregarem à polícia nazi.:9
O próprio Daniel Silva, na Nota do Autor final, refere que os ataques contra os judeus em França descritos no primeiro capítulo, em grande parte emanados das comunidades muçulmanas, levaram milhares de judeus franceses a abandonar as suas casas e a emigrar para Israel. Oito mil partiram nos doze meses seguintes ao ataque ao supermercado kosher em janeiro de 2015. Silva refere que não conhece nenhum outro grupo minoritário ou étnico que esteja a fugir de um país da Europa Ocidental, e que os Judeus de França estão a nadar contra a maré, saindo do Ocidente para irem para uma das regiões mais perigosas, e voláteis em termos políticos, do mundo. E fazem-no, segundo Silva, por uma única razão: sentem-se mais seguros em Israel do que em Paris, Toulouse, Marselha ou Nice.:567-568
Outro tema subjacente ao desenrolar da história é a situação que se vive nas zonas ainda dominadas pelo auto-proclamado Califado Islâmico. A vida em locais como Raqqa, Palmira e província de Anbar no Iraque é sumariamente descrita pelos olhos de um agente ocidental infiltrado.:300-357
De referir ainda a situação terrível em que o autor colocou um personagem, que sendo médico teve à sua mercê um importante dirigente islâmico e defrontou-se perante o dilema de o matar, denunciando-se, ou de o tratar e procurar mais tarde transmitir informações se conseguisse sair com vida do Califado.:338 Mais tarde, Gabriel Allon haveria de comentar sobre a solução do dilema: "Nós não somos como eles".:370

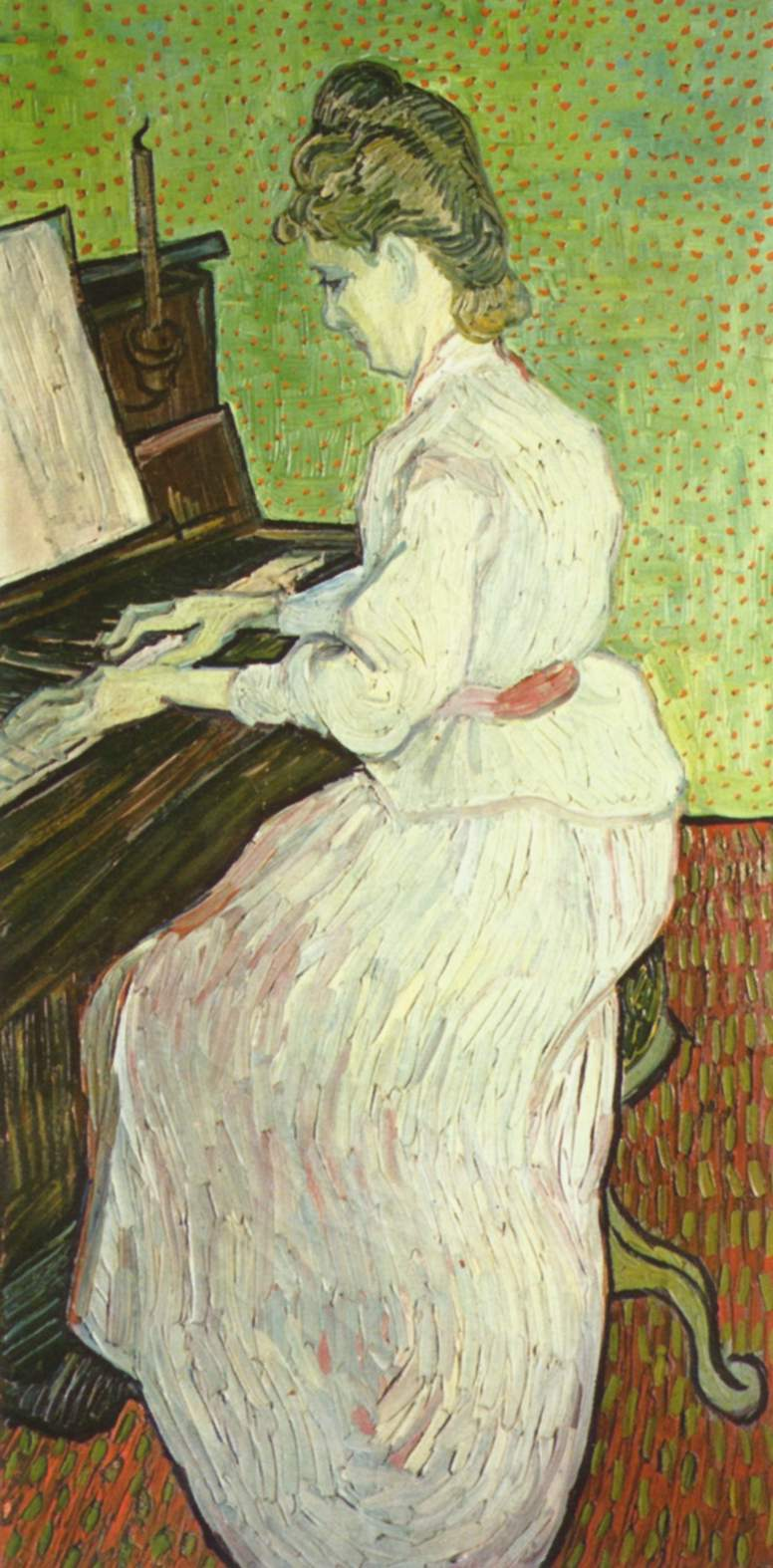
Marguerite Gachet ao Piano (1890) de Van Gogh, no Museu das Belas Artes (Basileia)